# Bataille de Bliska
 (mai 2019).
La bataille de Bliska (désormais Blizna, dans l'arrière-pays de Trogir, sud de la Croatie) s'est déroulée en 1322 entre une armée d'une coalition de plusieurs nobles croates et de villes côtières dalmates bénéficiant de l'appui du roi Charles I Robert d'Anjou et les forces de Mladen II Šubić de Bribir, Ban de Croatie, et de ses alliés. La bataille aboutit à la défaite de Mladen II Šubić, qui perdit son pouvoir.

## Contexte
Après la mort de Paul Ier Šubić de Bribir, Ban de Croatie et de Bosnie, le 1er mai 1312, ses possessions et ses titres furent transférés à son fils aîné, Mladen II Šubić de Bribir. Ce dernier régnait déjà sur la Bosnie en tant que Ban au moment de la succession. 
Le jeune roi Charles Ier, de la dynastie Anjou, n'avait pas encore le contrôle total du pays et tolérait le pouvoir illimité et intangible de Mladen II Šubić sur son territoire car le père de Mladen II avait aidé Charles à monter sur le trône de Hongrie. 
Mladen II finit par entrer en conflit avec de multiples familles nobles croates aux alentours de son territoire comme les comtes de Krk (future famille Frankopan), les Kurjaković (comtes de Krbava) et les Nelipić. Les villes côtières dalmates de Sibenik et de Trogir ainsi que le noble bosniaque Étienne II Kotromanić lui étaient également hostile. De plus, il raviva des tensions avec un ancien adversaire, la république de Venise.
Les événements qui suivirent au cours des prochaines années (de 1317 à 1322) furent marqués par de nombreuses révoltes, rébellions, sièges, affrontements armés et trahisons entre Mladen II Šubić et ses opposants. Jean Ier Babonić, Ban de Slavonie, fut également impliqué après avoir reçu l'appui du roi Charles I Robert, convaincu que le moment était venu d'affaiblir le pouvoir de la famille Šubić.

## Composition des armées
Les troupes de Mladen II Šubić étaient composées de ses propres hommes ainsi que de celles de son frère, George II Šubić, qui prit également part à la bataille. Elles comprenaintt également des troupes valaques ainsi que des troupes de la petite noblesse de la région de Poljica. 
L’armée adverse était principalement composée de forces fidèles au roi Charles I Robert, sous le commandement du Ban de Slavonie, Jean Ier Babonić, ainsi que d'une coalition de nobles rebelles, notamment le frère de Mladen II Šubić, Paul II Šubić, qui l’avait trahi dans le but de se faire attribuer ses titres. Ces troupes ont également été renforcées par des hommes venant des villes dalmates de Trogir et de Šibenik, hostiles à Mladen II.

## La bataille
Il n'existe pas de sources détaillant la bataille en elle-même. Il est seulement su que Mladen II Šubić subit une défaite. Lui-même, ainsi que son frère George II Šubić réussirent à s'enfuir et trouvèrent temporairement refuge à Klis, la forteresse de George II.

## Conséquences
Peu de temps après la bataille, le roi Charles I Robert se rendit dans le sud de la Croatie à la tête de son armée et essaya de calmer la situation. Lors d'une assemblée tenue dans la forteresse de Knin, le 8 octobre 1322, les anciennes possessions et titres de Mladen II Šubic furent distribués par le roi aux vainqueurs de la bataille de Bliska. De son côté, Mladen II Šubić fut emprisonné et conduit en Hongrie. Il y passera une vingtaine d'années en garde à vue, jusqu'à sa mort entre 1341 et 1343.
La bataille de Bliska sonna la fin du pouvoir et de l’influence énorme que détenait la famille Šubić, dirigée par Mladen II Šubic, sur la Croatie. Ce dernier essaya de maintenir son emprise sur les autres familles croates mais n'y parvint pas. Il perdit une grande partie des anciens domaines, terres, châteaux et villes détenus par les Šubić depuis des générations ainsi que le droit héréditaire que la famille Šubić détenait sur le titre de Ban de Croatie. Le roi Charles choisit comme nouveau Ban de Croatie Jean Ier Babonić et nomma Étienne II Kotromanić comme Ban de Bosnie. D'autres nobles croates gagnèrent énormément de possessions en particulier les membres de la famille Nelipić ainsi que les princes de Krk (Frankopan).
Cependant, les frères de Mladen II Šubic (George II Šubic, Paul II Šubic et Grégoire Ier Šubic) ainsi que leurs fils (Mladen III Šubic, George III Šubic et Paul III Šubic) ont conservé leurs anciennes possessions pendant près de trente ans. Ce n'est que lorsque le nouveau roi, Louis le Grand, commença à régner dans les années 1340 qu'il réussit partiellement à déplacer les membres de la famille Šubić en échangeant leurs domaines avec d'autres, plus éloignés.